# Thomas Telford
Thomas Telford (født 9. august 1757, død 2. september 1834) var en skotsk arkitekt og ingeniør, især kendt for sine veje, broer og kanalprojekter i Storbritannien. Han har bl.a. designet gadenettet i Tobermory på en Mull.

## Tidlige liv
Telford blev født i Westerkirk i Skotland. Som 14-årig blev han accepteret som en lærling hos en stenhugger, og en af hans tidligste værker kan ses på broen over floden Esk i Langholm på grænsen mellem Skotland og England.
Han arbejdede i Edinburgh et stykke tid. I 1782 flyttede han til London, hvor han mødte arkitekterne Robert Adam og Sir William Chambers.
Han var involveret i opbygningen af tilføjelser til Somerset House. To år senere fik han et job på værftet i Portsmouth, og selv om han var for det meste selvlært var han ansvarlig for alle aspekter af de store projekter.
I 1787 skaffede hans velhavende mæcen William Pulteney en offentlige stilling som landmåler i Shropshire. Udtrykket »ingeniør« var stadig nyt og uklart og Telford etableret sig derfor som arkitekt. Blandt de projekter, han arbejdede på renovering af Shrewsbury Slot, fængslet i Shrewsbury, St. Mary Magdalene Kirke i Bridgnorth og en anden kirke i Madeley.
Som grevskabets landmåler var Telford også ansvarlig for broer. I 1790 tegnede han en bro til London – Holyhead-vejen over Severn ved Montford. Dette var den første af omkring 40 broer han byggede i Shropshire.
Hans første jernbro var broen ved Buildwas, som var stærkt inspireret af verdens første jernbro over Ironbridge Gorge. Telford Broen var 10 m bred, og vejede kun halvt så meget.

## Broer tegnet af Telford
| År   | Navn / Placering                    |
| ---- | ----------------------------------- |
|      | London Bridge forslag               |
|      | Potarch Bridge                      |
| 1792 | Montford Bridge                     |
| 1796 | Buildwas bridge                     |
| 1796 | Longdon-on-Tern Aqueduct            |
| 1797 | Coundarbour Bridge                  |
| 1798 | Bewdley Bridge                      |
| 1801 | Chirk Aqueduct                      |
| 1805 | Pontcysyllte Aqueduct               |
| 1806 | Glen Loy Aqueduct, Caledonian Canal |
| 1808 | Tongland Bridge                     |
| 1809 | Dunkeld Bridge                      |
| 1810 | Bridgnorth bridge                   |
| 1811 | Helmsdale bridge                    |
| 1812 | Bonar Bridge                        |
| 1813 | Telford Bridge, Invermoriston       |
| 1815 | Craigellachie Bridge                |
| 1815 | Dunans Bridge                       |
| 1815 | Waterloo Bridge, Betws-y-Coed       |
| 1818 | Sligachan Old Bridge                |
| 1819 | Bannockburn Bridge                  |
| 1820 | Cantlop Bridge                      |
| 1823 | Stanley Embankment                  |
| 1824 | Eaton Hall Bridge                   |
| 1826 | Conwy Suspension Bridge             |
| 1826 | Menai Suspension Bridge             |
| 1826 | Mythe Bridge                        |
| 1827 | Holt Fleet Bridge                   |
| 1827 | Over Bridge                         |
| 1827 | Bridge of Keig                      |
| 1829 | Galton Bridge                       |
| 1831 | Dean Bridge, Edinburgh              |
| 1831 | Lothian Bridge, Pathhead            |
| 1832 | Broomielaw Bridge, Glasgow          |

1. ↑  Broen stod færdig i 1836; opførelsen blev påbegyndt i marts 1833, men godkendelsen af designet og kontrakten blev underskrevet af Telford i november 1832[2]:507–525